# Буди-Приватне
Буди-Приватне (пол. Budy Prywatne) — село в Польщі, у гміні Красносельц Маковського повіту Мазовецького воєводства.
Населення — 168 осіб (2011).
У 1975-1998 роках село належало до Остроленцького воєводства.

## Демографія
Демографічна структура станом на 31 березня 2011 року:
|          | Загалом | Допрацездатний вік | Працездатний вік | Постпрацездатний вік |
| -------- | ------- | ------------------ | ---------------- | -------------------- |
| Чоловіки | 90      | 17                 | 63               | 10                   |
| Жінки    | 78      | 21                 | 43               | 14                   |
| Разом    | 168     | 38                 | 106              | 24                   |